# La Nuit du zapping
La Nuit du zapping est un spectacle organisé chaque année par l'association Solidarité sida sur le concept de l'émission télévisée le Zapping (un condensé des moments les plus marquants de télévision), et dont les profits permettent d'aider les personnes touchées par le virus du sida, pour moitié en France et pour moitié à l'étranger.
Diffusé devant un public sur un écran géant, il consiste en un grand zapping de plusieurs heures, entrecoupé de documentaires consacrés à la prévention et la sensibilisation du public au sida, et notamment à la situation préoccupante dans les pays en voie de développement (accès au soin, dépistages et perspectives inquiétantes du nombre d’actuels et futurs orphelins du sida).
Il s'agit du premier grand événement grand public organisé par Solidarité sida. Lancé en 1996, il faisait chaque année la tournée de plus d'une centaine de villes françaises, outre-mer compris. Après avoir rassemblé plus de 390 000 spectateurs, l'événement a tiré sa révérence le 23 septembre 2006 au Palais omnisports de Paris-Bercy.

## Retour et avenir de l'évenement
La Nuit du Zapping a effectué un retour le 24 octobre 2009 au Palais Omnisports de Paris-Bercy (POPB)
Lors de la nuit du Zapping du 24 octobre 2009, Luc Barruet, le président fondateur de Solidarité Sida a annoncé que l'association travaillait sur un nouvel événement en remplacement de la Nuit du Zapping.